# Узбечка Совјетска Социјалистичка Република
Узбечка Совјетска Социјалистичка Република (узб. Ўзбекистон Совет Социалистик Республикаси; рус. Узбекская Советская Социалистическая Республика) је била једна од република које су сачињавале Совјетски Савез. То име је носила од 1924. до 1990. године.

## Историја
Након победе бољшевика у Руском грађанском рату и оснивања Совјетског Савеза 1922, Лењинов комесар за народности, Јосиф Стаљин, 1924. године је одредио нове границе и политичке јединице у совјетској централној Азији, које су следиле правило народности. Тако су биле укинуте Туркестанска АССР, те Бухарска и Хорезманска ССР и на њиховој територији основано је пет нових совјетских република, међу којима је била и Узбечка ССР, основана 27. октобра 1924. године. Следеће године, Узбечка ССР је постала једна од конститутивних република Совјетског Савеза.
Унутар Узбечке ССР постојала је до 1929. године Таџичка АССР, која је затим проглашена равноправном совјетском републиком и издвојена из Узбечке ССР. Године 1930, главни град је, уместо Самарканда, постао Ташкент. Године 1936, Узбечкој ССР је прикључена Каракалпачка АССР, која је била издвојена из Казашке ССР.
Године 1928, покренута је колективизација земље, која је потрајала до касних 1930-их.
За време Велике чистке, у периоду од 1937. до 1938. године, смакнут је велик број узбечких националиста, међу којима и Фајзула Хоџајев, први председник владе Узбечке ССР.
Након напада нацистичке Немачке на Совјетски Савез, јуна 1941. године, велик део индустријских постојења премештен је из западних делова Совјетског Савеза у Узбечку ССР, где су била на сигурноме, далеко од фронта. Упоредо са премештањем индустрије, у републику се доселио велик број Украјинаца, Руса и припадника осталих совјетских народа, који су радили у тим фабрикама. Тиме је знатно била промењена демографска слика земље. Демографска структура се додатно променила када су по Стаљиновим наредбама неке етничке групе из разних делова Совјетског Савеза пресељене у Узбечку ССР, због сумње да сарађују са силама Осовине. Тако су у републику доспели Корејци са истока, те Кримски Татари и Чечени са запада.
За време совјетског периода, власт је подупирала антирелигијску пропаганду против ислама. Затворене су многе џамије, а верске школе су претворене у музеје. С друге стране, власт је искоренила неписменост у скоро свим деловима земље. Док је пре 1917. године само мали део популације био писмен, за време совјетске власти писменост је достигла стопу од готово 100%.
Почетком 1960-их година, у републици је покренут велики пројекат повећања продукције памука. Изградња великог иригационог система повукла је велику количину воде из реке Аму Дарје, што је с временом узроковало постепено исушивање Аралског језера.
Једина легална партија у Узбечкој ССР, до 1990. године, била је Комунистичка партија. Дугогодишњи вођа Узбечке ССР био је Шараф Рашидов, који је био на челу КП Узбечке ССР од 1959. до 1983. године. Ислам Каримов био је последњи секретар Партије, а уједно и први председник независног Узбекистана од 1991. године.
Узбечка ССР је, 1. септембра 1991. године, преименована у Републику Узбекистан, која је и даље званично била део Совјетског Савеза. Након распуштања Совјетског Савеза 25. децембра 1991. године, Узбекистан је 26. децембра постао независна република.

## Функционери Узбечке ССР

### Председници
- Председник Револуционарног комитета
  - Фајзулах Хоџајев (5. децембар 1924. – 17. фебруар 1925)
- Председник Централног извршног комитета
  - Јолдашбај Бабајев (17. фебруар 1925. – 19. јул 1938)
- Председник Врховног совјета
  - Усман Јусуфов (19. јул 1938. – 21. јул 1938)
- Председник Президијума врховног совјета
  - Јолдашбај Бабајев (21. јул 1938. – 28. фебруар 1943)
  - Абдували Муминов (28. фебруар 1943. – 17. март 1947)
  - Амин Нијатов (17. март 1947. – 21. август 1950)
  - Шараф Рашидов (21. август 1950. – 24. март 1959)
  - Јагдар Насрудинова (24. март 1959. – 25. септембар 1970)
  - Назар Матчанов (25. септембар 1970. – 20. децембар 1978)
  - Инамџан Усманхоџајев (20. децембар 1978. – 21. децембар 1983)
  - Акил Салимов (21. децембар 1983. – 9. децембар 1986)
  - Рафик Нишанов (9. децембар 1986. – 9. април 1988)
  - Пулат Хабибулајев (9. април 1988. – 6. март 1989)
  - Мирзолим Ибрагимов (6. март 1989. – 24. март 1990)

### Премијери
- Председник Већа народних комесара
  - Фајзулах Хоџајев (17. фебруар 1925. – 17. јун 1937)
  - Абдулах Каримов (26. јул 1937. – 1. октобар 1937)
  - Султан Сегизбајев (2. октобар 1937. – јул 1938)
  - Абдуџабар Абдурахманов (23. јул 1938. – 15. март 1946)
- Председник Већа министара
  - Абдуџабар Абдурахманов (15. март 1946. – 21. август 1950)
  - Абдуразак Мављанов (21. август 1950. – 18. мај 1951)
  - Нуритдин Мухитдинов (18. мај 1951. – 7. април 1953)
  - Усман Јусупов (7. април 1953. – 18. децембар 1954)
  - Нуритдин Мухитдинов (18. децембар 1954. – 22. децембар 1955)
  - Сабир Камалов (22. децембар 1955. – 30. децембар 1957)
  - Мансур Мирза-Ахмедов (30. децембар 1957. – 16. март 1959)
  - Ариф Алимов (16. март 1959. – 27. септембар 1961)
  - Рахманкул Курбанов (27. септембар 1961. – 25. фебруар 1971)
  - Нармахонмади Худајбердијев (25. фебруар 1971. – 3. децембар 1984)
  - Гајрат Кадиров (3. децембар 1984. – 21. октобар 1989)
  - Мирахат Миркасимов (21. октобар 1989. – 24. март 1990)
  - Шакурула Мирзаидов (24. март 1990. – 1. новембар 1990)[2]